# Naturschutzgebiet Versetal
Das Naturschutzgebiet Versetal ist ein 5,01 ha großes Naturschutzgebiet (NSG) liegt etwa 200 m nordöstlich unterhalb der Staumauer der Fürwiggetalsperre in der Stadt Meinerzhagen im Märkischen Kreis in Nordrhein-Westfalen. Das NSG wurde 2001 vom Kreistag des Märkischen Kreises mit dem Landschaftsplan Nr. 6 Meinerzhagen ausgewiesen. Das NSG geht bis zur Stadtgrenze. In der Stadt Lüdenscheid grenzt direkt das Naturschutzgebiet Versetal südlich der Talsperre an.

## Gebietsbeschreibung
Bei dem NSG handelt es sich um das Wiesental der Verse mit deren Flussaue. Bei der ersten Wiese aus Richtung Talsperre handelt es sich um eine Schlangenknöterich-Feuchtwiese. Es folgt ein nasses Schwarzerlenwäldchen. Danach eine große hochstauden- und binsenreiche Brachfläche mit brachgefallenem Feuchtgrünland. Es folgen ein weiteres Schwarzerlenwäldchen und eine frische Glatthaferwiese. Das NSG ist ein Verbreitungsschwerpunkt des Eisenhutblättrigen Hahnenfußes.

## Schutzzweck
Das Naturschutzgebiet wurde zur Erhaltung und Entwicklung des Wiesentals und als Lebensraum gefährdeter Tier und Pflanzenarten ausgewiesen. Wie bei anderen Naturschutzgebieten in Deutschland wurde in der Schutzausweisung darauf hingewiesen, dass das Gebiet „wegen der landschaftlichen Schönheit und Einzigartigkeit“ zum Naturschutzgebiet wurde.
Für das NSG gibt es das spezielle Verbot „die bodenständigen Nasswaldbereiche (Erlensumpfwald) rein forstlich zu nutzen“.